# Daniel Mordzinski
Daniel Mordzinski es un fótografo nacido en Buenos Aires, Argentina en 1960. Actualmente reside en París, Francia y se desempeña como corresponsal del diario El País y de otros medios. Se lo conoce popularmente como "el fotógrafo de los escritores". También es fotógrafo contribuyente de los festivales Hay Festival, Centroamérica cuenta, Vivamérica de Madrid y FILBA de Buenos Aires.
Su especialización son los retratos de poetas, novelistas, ensayistas y dramaturgos. Ha realizado más de 150 exposiciones a nivel mundial de sus creaciones.

## Biografía
En Buenos Aires estudió cine y durante el documental "Borges para Millones" en 1978 de Jorge Luis Borges, en el que trabajaba como segundo ayudante de dirección de Ricardo Wullicher, fotografió a Borges con una cámara que su padre le había prestado, a ello se refiere diciendo "Durante la filmación en el barrio porteño de San Telmo fotografiaría sin saberlo lo que sería mi primer retrato de escritor. Recuerdo los esfuerzos de Jorge Luis Borges para adaptarse a mis demandas y su aura imponente de poeta ciego. Yo fui el primer sorprendido al descubrir entre unas planchas de contacto encontradas en París, 20 años después, que la magia de esa fotografía archivada y olvidada, dependía del halo de luz que parecía jugar en torno a una mano anónima que entonces me molestaba", y confiesa: "Más adelante tendría tiempo de confirmar que cada foto es un salto hacia lo desconocido, en el que factores imprevisibles modelan y matizan una identidad".
Arrancó como fotoperiodista y su primera formación fotográfica fue en el FotoClub de Buenos Aires, pero quería ser escritor. Un año más tarde (1979), llegó a París en dónde se dedicó a fotografiar mendigos, entonces se le ocurrió buscar el número de teléfono de Julio Cortázar en la guía -en la que sería su segunda oportunidad para retratar escritores-, le dejó un mensaje en el contestador diciéndole que "no conocía a nadie" en París e invitándolo. Aun cuando fue una invitación extraña, Cortázar apareció esa tarde y allí lo fotografió.

"El ascensor se detuvo en la planta baja del hotel Santa Clara. Se abrió la puerta y apareció Mario Vargas Llosa. De inmediato, dio un paso adelante y al levantar la mirada observó de frente a Daniel Mordzinski, el fotógrafo oficial del Hay Festival 2010 de Cartagena de Indias, que esperaba al autor peruano para la sesión de fotos. “¡Vaya donde vaya está Daniel Mordzinski! –dice Vargas Llosa, sonriente y fingiendo asombro-. Viajo por los cinco continentes y quién está: Daniel Mordzinski –agrega de buen humor-; abro las puertas de los ascensores y quién aparece: Daniel Mordzinski"
Miguel Velardez. Periodista de La Gaceta de Tucumán.

Cuando tenía 22 años de edad (1982), Mordzinski entendió que su destino era la fotografía y fue corresponsal en Israel para las agencias Media Images y Sipa Press mientras cursaba la carrera de Letras en Tel Aviv.
En 1989 conoció al escritor José Manuel Fajardo en el festival literario de Estrasburgo, en ese entonces Fajardo buscaba un fotógrafo para su reportaje, desde entonces mantienen una relación complementaria, amistosa y a la vez laboral.
En 1992, Mordzinski, durante una visita en Buenos Aires a su familia, conoció a Ernesto Sabato. Del mismo modo que sucedió con Cortázar, lo llamó y le pidió una entrevista; se verían nuevamente en reiteradas oportunidades y hasta lo llegó a acompañar a la que cree que fue, la primera exposición en Europa del escritor.
En 2010 Mordzinski ha expuesto en la Feria del Libro de Fráncfort del Meno, en el Hay Festival de Zacatecas, en la Feria del Libro de Santo Domingo, en el Instituto Cervantes de Tel-Aviv, en Turín, San Juan de Puerto Rico y Cartagena de Indias.

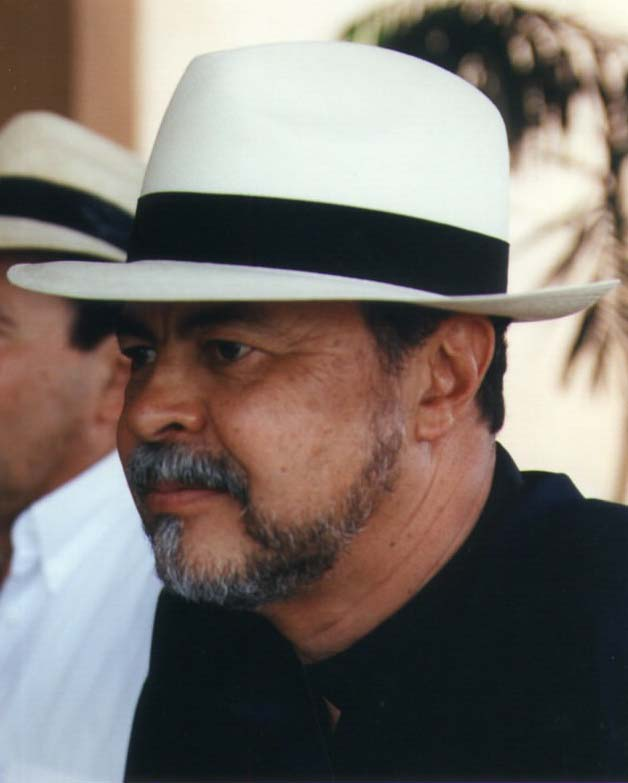
Fotografía de Antonio Sarabia por Daniel Mordzinski.

Daniel Mordzinski ha fotografiado a Ernesto Sabato, Adolfo Bioy Casares, Michel Houellebecq, Mario Benedetti, Jorge Luis Borges, Gabriel García Márquez "Gabo", Guillermo Cabrera Infante, Umberto Eco, Octavio Paz, Zoe Valdés, Carlos Ruiz Zafón y Jorge Semprún, entre otros. Y trabajó para el peruano Mario Vargas Llosa en la ceremonia de entrega del Premio Nobel de Literatura.
En marzo de 2013 descubre que su archivo fotográfico fue totalmente destruido cuando su despacho en la redacción del diario parisino "Le Monde" fue vaciada sin previo aviso.

### Método de trabajo
A sus creaciones fotógraficas espontáneas las denomina "Fotinski" que tienen como ingrediente nunca hacer caer a sus retratados en el ridículo y con una inversión de 20 minutos en cada una de ellas. Mordzinski se siente más a gusto en los exteriores que en un estudio de fotografía, y resume que "Mi metodología consiste en la falta de metodología. (...)No se puede fotografiar de la misma manera a García Márquez que a Corín Tellado."
Siempre pide, de ser posible, fotografiar a los autores en sus propias casas, allí comienza con su "desestabilización", les pide un café y comienza a conversar con ellos. Cuando los escritores se comienzan a preguntar cuándo les tomará una fotografía, Mordzinski la realiza sin que se den cuenta, “Tengo toda una colección de fotos de escritores preparando café” comenta. Gusta de sacar fotografías con algún objeto interponiéndose en el medio, para "fotografíarlos del otro lado", moverse para que las fotos no salgan movidas, viajar con los escritores. También le ha sucedido que simplemente conversa con los escritores, sin llegar a tomarles una fotografía en su primera entrevista.
Quienes lo conocen, dicen que tiene la habilidad de hacerse "hasta casi invisible", de ser respetuoso, que siempre está leyendo e indagando la historia de quién va a retratar.

"decir que Daniel Mordzinski ha fotografiado a los autores es insuficiente. (...) Porque las imágenes de ellos que la cámara de este artista ha arrebatado al río del tiempo y fijado en esas cartulinas que todos los editores, autores y lectores conocen, son en verdad una interpretación profunda y respetuosa de su personalidad tal como aparece reflejada en sus rasgos, semblante y expresiones"
Mario Vargas Llosa.

Como periodista aprendió a poner límites y a no dejarse intimidar por quiénes debe fotografiar y la rapidez de encontrar el lugar adecuado para la fotografía, sabiendo desde que ingresa a un lugar de dónde proviene la luz. Ya como fotógrafo de festivales, tiene la oportunidad de fotografiar a otros autores y de reencontrarse con viejos amigos. Mordzinski fotografía a los escritores en lugares que escapan del lugar común: sentados en la cama, en la bañadera o mirando por una ventana. Todo depende de la sintonía que haya entre el modelo y el fotógrafo.
Durante muchos años trabajó con una cámara "Leica M6" (analógica), utilizó también una cámara "Canon EOS" (digital), luego con una Canon F1 y una Polaroid (complementando a su vieja Leica). Aunque confiesa que prefiere la libertad que le da la cámara digital.

## Libros
- "La Ciudad de las Palabras": Retrospectiva en Casa de las Américas
- "200x200": Cumbre de Jefes de Estado y de Gobierno
- "Caleidoscopio": Celebración de 10 años de edición
- "Book Fair en Francfurt": Fráncfort del Meno (1999)
- "Las dos orillas": FNAC, Madrid (1999) y Instituto Francés de Moscú (2005)
- "Il volti del narratore": Guanda, Italia (2000)
- "Marseille": con Jean Claude Izzo, Hoëbeke
- "Les visages de l´écriture": Francia (2003)
- "El refugio del fuego": con Antonio Sarabia, Ediciones B
- "Museo Palau Robert": Barcelona (2004)
- "Crónica de un festival": HAY Festival - Mapfre (2008)
- "La senda de los moriscos": Juan Manuel Fajardo, Lunwerg (2009)
- "Israel, terre d´écritures": Gallimand, Francia (2009)
- "Boulevard das correntes": Portugal, Corrente d´escritas (2009)
- "Hay Festival de Zacatecas": Zacatecas (2010)
- "Las tres orillas": Buenos Aires (julio de 2011), Madrid y París[23]